# Zbuczyn (village)
Pour les articles homonymes, voir Zbuczyn.
Zbuczyn (prononciation : [ˈzbut͡ʂɨn]) est un village polonais de la gmina de Zbuczyn dans le powiat de Siedlce de la voïvodie de Mazovie dans le centre-est de la Pologne.
Le village est le siège administratif (chef-lieu) de la gmina appelée gmina de Zbuczyn.
Il se situe à 15 kilomètres au sud-est de Siedlce (siège de le powiat) et à 100 kilomètres à l'est de Varsovie (capitale de la Pologne).
Le village comptait approximativement une population de 1 818 habitants en 2010.

## Histoire
De 1975 à 1998, le village appartenait administrativement à la voïvodie de Siedlce.

Depuis 1999, il appartient administrativement à la voïvodie de Mazovie